# Жак Годшо
Жак Леон Годшо (фр. Jacques Godechot; Линевил, 3. јануар 1907 — 24. август 1989.) је био француски историчар, један од најзначајнијих историчара Француске револуције и пионир Атлантске историје.

## Биографија
Рођен је 1907. године у Линевилу. Школовао се на универзитету у Нансију и париској Сорбони где је био ученик знаменитог Албера Матјеза. Своју научну каријеру започео је у Стразбуру (где сарађује са знаменитим историчарем Француске револуције, Жоржом Лефевром) и Бресту (где је био професор на Поморској школи од 1935.) да би након завршетка Другог светског рата наставио рад на Филозофском факултету у Тулузи где је провео следећих 35 година. Своју докторску дисертацију, Les Commissaires aux Armées sous le Directoire, објавио је 1938. године након десетогодишњег рада под руководством Матјеза. Томе је најавио почетак једне изузетне научне каријере. Након Другог светског рата, излазе следећа дела: Histoire de l'Atlantique (1947), Les institutions de la France sous la Révolution et l'émpire (1951), La grande nation (1956), La pensée révolutionnaire en France et en Europe, 1780-1799 (1963), L'Europe et l'Amérique à l'époque napoléonienne (1800-1815) (1967), Napoleon (1969) и др. На формирање Годшоовог метода утицала је француска социолошка историографија, мада се он није сврставао у "аналисте". Био је близак марксистичкој историографској методи. У истраживању грађанске револуције у другој половини 17. века у Западној Европи и Северној Америци, заступао је оригиналну тезу о Атлантској револуцији као јединственој целини. Она траје, уз успоне и падове, све до 1848. године. Годшо је на револуцију 1848. године гледао као на завршну фазу континуираног револуционарног процеса у Западној и Средњој Европи. Умро је у департману Гар 1989. године. 